# پنتر لیزر
پَنتر لِیزر (Panther Lazer) خودرویی است که در انگلستان تولید شده‌است. از این خودرو تنها یک دستگاه در جهان در موزه ملی خودروهای تاریخی ایران موجود است. این خودرو در ایران قبل از انقلاب متعلق به رضا پهلوی بود.
طراحی آن خودروهای موتور جلو-محور عقب بوده ‌است. سیستم جعبه‌دندهٔ آن ۴ دنده به صورت دستی است.